# 第21回全日本女子サッカー選手権大会
第21回全日本女子サッカー選手権大会（だい21かいぜんにほんじょしさっかーせんしゅけんたいかい）は、2000年（平成12年）1月5日から1月16日にかけて行われた全日本女子サッカー選手権大会。日本女子サッカーリーグ（L・リーグ）参加チームが脱退などにより減少したため、前大会より2チーム少ない18チームで実施した。
前大会後にL・リーグを脱退した鈴与清水FCラブリーレディースが、リーグ参入わずか1年で撤退を決めた日本体育大学女子サッカー部に勝利したが、準決勝にはリーグ前期の上位4チームが順当に進出。同1位のプリマハムFCくノ一が4位の松下電器パナソニック バンビーナを大差で破ったのに対して2位の田崎ペルーレFCは3位のNTVベレーザ（←読売西友ベレーザ）と1-1によりPK戦までもつれ込んでの辛勝により初の決勝進出し、決勝戦もスコアレスでのPK戦の末に田崎が初めての優勝を獲得した。

## 成績
- 優勝：田崎ペルーレFC
- 準優勝：プリマハムFCくノ一
- 第3位：NTVベレーザ、松下電器パナソニック バンビーナ

## 出場チーム

### 日本女子サッカーリーグ
（第11回L・リーグ前期成績順）
- プリマハムFCくノ一
- 田崎ペルーレFC
- NTVベレーザ（←読売西友ベレーザ）
- 松下電器パナソニック バンビーナ
- OKI FC Winds
- 宝塚バニーズレディースサッカークラブ
- 浦和レイナスFC
- 日本体育大学女子サッカー部

### 北海道地域
- 札幌リンダ

### 東北地域
- YKK東北女子サッカー部フラッパーズ

### 関東地域
- NTVメニーナ
- ジェフユナイテッド市原レディース

### 北信越地域
- 富山レディース

### 東海地域
- 鈴与清水FCラブリーレディース

### 関西地域
- 大阪体育大学女子サッカー部

### 中国地域
- 広島大河フットボールクラブレディース

### 四国地域
- ソシオス･アミーゴ

### 九州地域
- 福岡女学院FC

## 開催方式

### 試合規定
- 試合時間
  - 1、2回戦:80分（40分ハーフ）
  - 準々決勝以降:90分（45分ハーフ）
- 規定時間内に決しない場合は20分（10分ハーフ）の延長戦（Vゴール方式）→決しない場合はPK戦
- 登録選手:ベンチ入り16名（交代出場3名まで）
- 入場料 
  - 1、2回戦:無料
  - 準々決勝、準決勝、決勝:有料

### 試合会場
1回戦
- 浦和市駒場スタジアム
- 静岡県営草薙総合運動場球技場

2回戦
- 埼玉県営大宮公園サッカー場
- 群馬県立敷島公園サッカー・ラグビー場
- 延岡市西階運動公園陸上競技場
- 静岡県営草薙総合運動場球技場

準々決勝
- 愛知県立口論議公園サッカー場
- 広島県営広島スタジアム

準決勝
- 国立西が丘サッカー場

決勝
- 国立霞ヶ丘競技場陸上競技場

## 結果

### 1回戦
| 2000年1月5日 13:00 |

| ジェフユナイテッド市原レディース | 1 - 3 | YKK東北女子サッカー部フラッパーズ |
|                                  |       |                                   |

| 浦和市駒場スタジアム |

| 2000年1月5日 13:00 |

| 大阪体育大学女子サッカー部 | 4 - 2 | NTVメニーナ |
|                            |       |             |

| 静岡県営草薙総合運動場球技場 |

### 2回戦
| 2000年1月6日 13:00 |

| プリマハムFCくノ一 | 3 - 0 | YKK東北女子サッカー部フラッパーズ |
|                    |       |                                   |

| 埼玉県営大宮公園サッカー場 |

| 2000年1月6日 11:00 |

| 浦和レイナスFC | 3 - 1 | 札幌リンダ |
|                |       |            |

| 埼玉県営大宮公園サッカー場 |

| 2000年1月6日 11:00 |

| OKI FC Winds | 5 - 0 | 富山レディース |
|              |       |                |

| 群馬県立敷島公園サッカー・ラグビー場 |

| 2000年1月6日 13:00 |

| 松下電器パナソニック バンビーナ | 11 - 0 | 広島大河フットボールクラブレディース |
|                                 |        |                                      |

| 群馬県立敷島公園サッカー・ラグビー場 |

| 2000年1月6日 13:00 |

| NTVベレーザ | 16 - 0 | ソシオス･アミーゴ |
|             |        |                   |

| 延岡市西階運動公園陸上競技場 |

| 2000年1月6日 11:00 |

| 宝塚バニーズレディース サッカークラブ | 1 - 0 | 福岡女学院FC |
|                                       |       |              |

| 延岡市西階運動公園陸上競技場 |

| 2000年1月6日 11:00 |

| 日本体育大学女子サッカー部 | 0 - 1v (延長) | 鈴与清水FCラブリーレディース |
|                            |               |                              |

| 静岡県営草薙総合運動場球技場 |

| 2000年1月6日 13:00 |

| 大阪体育大学女子サッカー部 | 0 - 4 | 田崎ペルーレFC |
|                            |       |                |

| 静岡県営草薙総合運動場球技場 |

### 準々決勝
| 2000年1月9日 13:00 |

| プリマハムFCくノ一 | 5 - 0 | 浦和レイナスFC |
|                    |       |                |

| 愛知県立口論議公園サッカー場 |

| 2000年1月9日 11:00 |

| OKI FC Winds | 1 - 3 | 松下電器パナソニック バンビーナ |
|              |       |                                 |

| 愛知県立口論議公園サッカー場 |

| 2000年1月9日 11:00 |

| NTVベレーザ | 3 - 1 | 宝塚バニーズレディース サッカークラブ |
|             |       |                                       |

| 広島県営広島スタジアム |

| 2000年1月9日 13:00 |

| 鈴与清水FCラブリーレディース | 0 - 2 | 田崎ペルーレFC |
|                              |       |                |

| 広島県営広島スタジアム |

### 準決勝
| 2000年1月15日 13:00 |

| プリマハムFCくノ一 | 6 - 0 | 松下電器パナソニック バンビーナ |
|                    |       |                                 |

| 国立西が丘サッカー場 |

| 2000年1月15日 11:00 |

| NTVベレーザ | 1 - 1 (延長) | 田崎ペルーレFC |
|             |              |                |
|             | PK戦         |                |
|             | 3 - 4        |                |

| 国立西が丘サッカー場 |

### 決勝
| 2000年1月16日 13:00 |

| プリマハムFCくノ一 | 0 - 0 (延長) | 田崎ペルーレFC |
|                    |              |                |
|                    | PK戦         |                |
|                    | 2 - 4        |                |

| 国立霞ヶ丘陸上競技場 |